# Cynodontaspis edentata
Cynodontaspis edentata är en insektsart som beskrevs av Sadao Takagi och Kawai 1966. Cynodontaspis edentata ingår i släktet Cynodontaspis och familjen pansarsköldlöss. Inga underarter finns listade i Catalogue of Life.